# Quinn Buckner
Quinn Buckner (Phoenix, Illinois, 20 de agosto de 1954) é um ex-jogador de basquete norte-americano que foi campeão da Temporada da NBA de 1983-84 jogando pelo Boston Celtics. 
Além dos Celtics, nos quais jogou entre 1982 e 1985, foi parte dos Milwaukee Bucks, na qual foi draftado em 1976 e saiu em 1982, e os Indiana Pacers, nos quais jogou a temporada 1985–1986. Após se aposentar, teve uma tentativa frustrada como técnico dos Dallas Mavericks em 1993-94 antes de virar comentarista dos jogos do Pacers na TV a cabo.
Foi campeão olímpico nos Jogos Olímpicos de 1976 em Montreal. 